# Neodohrniphora inferna
Neodohrniphora inferna är en tvåvingeart som beskrevs av Brown 2001. Neodohrniphora inferna ingår i släktet Neodohrniphora och familjen puckelflugor. Inga underarter finns listade i Catalogue of Life.